# チゼータ
チゼータ（Ci・Zeta）とは、アメリカに本拠を置く自動車メーカー。かつてイタリアに本拠を置いていた。

## 概要

### 設立
1966年から1973年までランボルギーニに在籍していた、クラウディオ・ザンポーリ（Claudio Zampolli）が創始者となった。なお、「チゼータ」という名の由来は、ザンポーリのイニシャル「C・Z」のイタリア読みである「Ci・Zeta（チゼータ）」から来ている。

### ショーデビュー
ザンポーリは、アメリカでのスーパーカー販売に成功し、1980年代前半に世界的ミュージシャンとして人気を得ていたジョルジオ・モロダーと、「誰も見たこともないスーパーカーを作ろう」というアイデアを元に共同出資で、イタリアのモデナに「チゼータ・モロダーSRL」を設立した。
そして1988年のジュネーブモーターショーで、V型16気筒エンジンを横置きで搭載し、マルチェロ・ガンディーニがデザインしたボディを持つV16Tを発表し、ショーデビューを果たす。その完成度の高さから、多くの注目と関心が寄せられた。

### 倒産
チゼータは1991年にV16Tの市販を開始したが、地元イタリアの部品メーカーの協力が急きょ得られなくなるなどの妨害を受けた上、最大の出資者であるモロダーの離脱（これらは最大の競合となるフェラーリと、その親会社のフィアットの圧力によるものであるとザンポーリは語っている）、さらに世界的なバブル景気崩壊の影響を受け、わずか15台のV16Tを生産し、会社は一度倒産した。

### 再興
その後2003年にザンポーリは、アメリカのカリフォルニア州で再び「チゼータ　オートモービル　USA（Cizeta Automobili USA）」を設立し、現在はV16Tの受注生産などを行っている。

## 車種一覧
- チゼータ・V16T